# Рук Бартли
Хекет ет Рос (енгл. Houquet et Rose) у Моспеади, односно Рук Бартли (енгл. Rook Bartley) у Роботеку, је измишљени лик из јапанских научнофантастичне аниме серије Моспеада, као и Роботека, америчке адаптације Моспеаде.

## Моспеада
Хекет је 16-годишња бивша чланица мотоциклистичке банде Плави анђели и девојка вође банде Ромија. Када је Роми одлучио на напусти банду збогпритиска из ривалске банде Црвене змије, Хекет је покушала да се сама обрачуна са Црвеним змијама, али су је они претукли и оставили да умре. Хекет се у почетку бори да би заштитила беспомоћне и одбијала је савез са Стиком (Скот Бернард у Роботеку(на његовом путу ка Рифлекс Поинту, али се придружује тиму када схвата да ће бити јача са њима него без њих. Она је способан борац и стручњак за Циклон моторе. Током пута ка Рифлекс Поинту, она ће добити црвени VFA-6Z Алфа ловац.
Хекет се временом заљубљује у Реја (Ренд у Роботеку), али није способна да се отвори и да му призна. У послењој епизоди ће признати да га воли и постаће пар.